# Principado de Zeta
Zeta (montenegrino cirílico: Зета, latín: Zeta) fue un principado cuyo territorio abarcaba aproximadamente la actual Montenegro. Debe su nombre al río Zeta. 
Su primera aparición fue como estado vasallo de Rascia, donde gobernaban los herederos al trono de la dinastía serbia Nemanjić. Su fundador, Stefan Nemanja, se convirtió en Gran Zupan de Rascia, unificando todas las tribus serbias, y el feudo de Zeta pasó a depender de la segunda línea de sucesión al trono, como vasallo del Reino de Serbia. 
Zeta se convirtió en un feudo independiente en 1356, durante la desintegración gradual del Imperio serbio que siguió a la muerte del zar Stefan Uroš IV Dušan Nemanjić (Dušan el Poderoso) en 1355. A partir de 1421 fue integrado en el Despotado de Serbia.
A finales del siglo XV, Zeta comenzó a ser más conocido como Montenegro (del veneciano o véneto «Montaña negra»). Dio paso a la teocracia del Principado-Obispado de Montenegro y después al dominio otomano.

## Historia

### Zeta en el estado de Rascia
Entre 1276 y 1309, Zeta fue gobernada por la reina Helena de Anjou, viuda del rey de Serbia Uroš I. Restauró alrededor de cincuenta monasterios en la región, especialmente a orillas del río Bojana. El nombre de Crna Gora (Montenegro) fue formalmente mencionado por primera vez en 1296, en una carta del monasterio de San Nicolás en Vranjina. Esta carta la publicó el rey serbio Uroš II, que era el hijo menor de Uros I y Helena. Crna Gora (Montenegro) debía entenderse como la región de la sierra bajo el Monte Lovćen, dentro de los límites de Zeta. A principios del siglo XIV, durante el reinado del rey Milutin, el arzobispo de Bar era el señor feudal más importante de Zeta.
Tras la muerte del zar Dušan en 1355, el Estado serbio comenzó a derrumbarse y sus posesiones fueron repartidas entre el príncipe Lazar Hrebeljanović (1353-1391), el estado bosnio del ban Tvrtko I, y un semiindependiente estado de Zeta bajo la dinastía Balšić, cuyo fundador Balša I llegó al poder en 1356.

### Dinastía Balšić
La época más próspera de la historia de Serbia llegó a su fin con la muerte del zar Dušan en 1355. Aprovechando la oportunidad, la dinastía líder en Zeta, los Balšić, reafirmó la autonomía de la región en 1356. El primer documento escrito en relación con la Casa de Balšić está en la tabla de los Uroš expedida a la República de Dubrovnik en 1360.
Gobernantes de la dinastía Balšić
- Balša I (1356-1362)
- Đurađ I (1362-1378)
- Balša II (1378-1385)
- Đurađ II (1386-1403)
- Balša III (1403-1421)

### El Despotado
En 1421, antes de su muerte y bajo la influencia de su madre, Jelena, Balša III transfirió la soberanía de Zeta al Despotado de Serbia, gobernado por Stefan Lazarević. Este luchó contra los venecianos y recuperó Bar a mediados de 1423, y al año siguiente envió a su sobrino Đurađ Branković, que recuperó Drivasto y Ulcinium. 
En 1427, murió el déspota serbio Stefan, y el trono fue heredado por su sobrino Đurađ Branković que tuvo que enfrentarse a la grave amenaza que significaba el Imperio otomano, y no pudo prestar especial atención a Zeta.

### Dinastía Crnojević

Zeta entre 1372 y 1378. A) Territorios de los Balšić. B) Conquistas temporales.

La dinastía Crnojević comenzó con dos hermanos, Đurađ y Aleksa Đurašević-Crnojević, de la zona alrededor del Monte Lovćen. Pero el papel más importante en el establecimiento como gobernantes de esta familia en Zeta lo desempeñaron Stefan I Crnojević (1451-1465) y su hijo Iván Crnojević (1465-1490). El hijo de Iván, Đurađ IV Crnojević (1490-1496), fue el último señor de esta dinastía. Con el surgimiento de la dinastía reinante de los Crnojevic, Zeta comenzó a ser denominada comúnmente Crna Gora (Montenegro). A Đurađ IV le correspondió el enfrentamiento más belicoso con el Imperio otomano; acusado por los otomanos de encabezar una «guerra santa» contra el islam, fue enviado preso a Estambul, donde se le perdió la pista en 1503.

### Fin del principado
Después de la desaparición de Đurađ Crnojevic, su hermano Stefan II Crnojević gobernó Zeta como vasallo del Imperio otomano. A finales del siglo XV, el gobierno de Stefan marcó el final de la Casa de Crnojević. En la nueva división administrativa de los Balcanes, Zeta formó parte del Sanjacado de İşkodra (Escútari) desde 1499 hasta 1514.
El Principado de Zeta desapareció oficialmente cuando los obispos (vladikas), que se hicieron cargo de él en 1516, lo convirtieron en Estado teocrático. A partir de entonces, Zeta fue conocido como Montenegro. Los otomanos controlaban desde 1499 una parte, incluida en el Sanjacado de İşkodra, que entre 1514 y 1528 se separó como sanjacado de Montenegro y luego —hasta 1696— se reinsertó como valiato de Montenegro; la República de Venecia dominaba Kotor y la teocracia gobernaba el resto de Montenegro (llamado Alto Zeta).